# Nyakyusa (langue)
Pour les articles homonymes, voir Nyakyusa.
Le nyakyusa-ngonde, aussi appelé nyakyusa ou ngonde, est une langue bantoue parlée par la population nyakyusa et ngonde en Tanzanie et au Malawi.

## Écriture
Le nyakyusa est écrit avec l’alphabet latin. Il existe plusieurs orthographes nyakyusa, dont notamment :
- une orthographe utilisée depuis la fin du XIXe siècle dans la revue nyakyusa Teti[2] et par la Bible Society of Tanzania (Société biblique de Tanzanie) ;
- une orthographe utilisée par Knut Felberg dans son dictionnaire nyakyusa-anglais-swahili ;
- une orthographe développée par la Société internationale de linguistique et utilisée par Wycliffe Bible Translators dans sa traduction de la Bible.

De plus, certains auteurs utilisent, pour leurs ouvrages nyakyusa, l’orthographe swahili, limitée à 5 voyelles et sans distinction de longueur de voyelle.
| a | b | nd | e | f | g | ngʼ | h | i | ị | j | k | l | m | n | o | p | s | t | u | ụ | w | y |

| a | b | nd | e | f | g | h | i | í | j | k | l | m | n | ngʼ | o | p | s | t | u | ú | w | y |

| a | b | e | f | g | h | i | ɨ | j | k | l | m | mb | n | nd | ng | ngʼ | nj | ny | o | p | s | t | u | ʉ | w | y |